# Motomondiale 1971
La stagione 1971 è stata la ventitreesima del Motomondiale; il numero dei gran premi restò invariato, sempre 12 e sempre tutti in Europa; tutto ciò malgrado la sparizione dal calendario del Gran Premio motociclistico di Francia e di quello di Jugoslavia, sostituiti quest'anno dal nuovo Gran Premio motociclistico dell'Austria e dal ritorno di quello di Svezia.

## Il contesto
Nessuna modifica importante venne inserita nei regolamenti, né sotto il punto di vista tecnico, né sotto quello dei punteggi.
Decimo Mondiale vinto da Giacomo Agostini, che superò Carlo Ubbiali e Mike Hailwood per numero di titoli conquistati. Se in 500 il titolo venne agevolmente conquistato, più dura fu la lotta in 350, classe in cui la MV Agusta tre cilindri si dimostrò alquanto fragile meccanicamente, rompendosi diverse volte (Junior TT, Cecoslovacchia e Nazioni). Morto Bergamonti durante la gara della Temporada Romagnola di Riccione, Agostini ebbe come nuovo compagno di squadra Alberto Pagani, vincitore a Monza.
In 250 Phil Read ritorna alla vittoria con una Yamaha privata preparata dall'ex meccanico Yamaha Ferry Brouwer all’inizio della stagione, poi dall’ex campione del mondo sidecar Helmut Fath, mentre la 125 visse del duello tra Barry Sheene (in sella a la RT67 Suzuki ex Stuart Graham) e Ángel Nieto su Derbi: a vincere sarà lo spagnolo. In 50 invece Nieto dovette soccombere alla Kreidler dell'olandese Jan de Vries. Per la Casa tedesca (che correva grazie all'importatore olandese Van Veen) è il primo titolo. Nei sidecar ritornò al successo la URS 4 cilindri con Horst Owesle.
Al GP dell'Ulster classe 500 va segnalata la prima vittoria nel Mondiale di Jack Findlay; quella dell'australiano (che corre con licenza francese) è anche la prima vittoria di una moto a due tempi. Altro storico privato del Mondiale alla sua prima vittoria è lo svizzero Gyula Marsovszky (in classe 250). Nella stagione iniziò ad emergere il finlandese Jarno Saarinen, che impegnò in più occasioni Agostini in 350.
Un altro episodio significativo è la vittoria di Dieter Braun al Sachsenring: il pilota tedesco-occidentale, incitato dal pubblico della DDR, si portò in testa alla gara della 250 e la vinse, con grande sconforto dei dirigenti della Repubblica Democratica Tedesca (i quali avevano addirittura tentato di far squalificare Braun): alla premiazione, Braun avrebbe avuto diritto all'inno nazionale, che era vietato nella Germania Est. Sul podio, l'inno venne suonato, ma gli amplificatori staccati: nonostante ciò, la folla prese a cantare l'inno della Germania Ovest.

## Il calendario
| Data Resoconto         | Gran Premio (Circuito)                   | Vincitori    | Vincitori         | Vincitori        | Vincitori        | Vincitori        | Vincitori                          |
| Data Resoconto         | Gran Premio (Circuito)                   | classe 50    | classe 125        | classe 250       | classe 350       | classe 500       | sidecar                            |
| 9 maggio Resoconto     | GP d'Austria (Salisburgo)                | Jan de Vries | Ángel Nieto       | Silvio Grassetti | Giacomo Agostini | Giacomo Agostini | Arsenius Butscher Josef Huber      |
| 16 maggio Resoconto    | GP della Germania Ovest (Hockenheimring) | Jan de Vries | Dave Simmonds     | Phil Read        | Giacomo Agostini | Giacomo Agostini | Georg Auerbacher Hermann Hahn      |
| 9 giugno Resoconto     | Tourist Trophy (Mountain Circuit)        |              | Chas Mortimer     | Phil Read        | Tony Jefferies   | Giacomo Agostini | Siegfried Schauzu Wolfgang Kalauch |
| 26 giugno Resoconto    | GP d'Olanda (Assen)                      | Ángel Nieto  | Ángel Nieto       | Phil Read        | Giacomo Agostini | Giacomo Agostini | Horst Owesle Julius Kremer         |
| 4 luglio Resoconto     | GP del Belgio (Spa)                      | Jan de Vries | Barry Sheene      | Silvio Grassetti |                  | Giacomo Agostini | Siegfried Schauzu Wolfgang Kalauch |
| 10 luglio Resoconto    | GP della Germania Est (Sachsenring)      | Ángel Nieto  | Ángel Nieto       | Dieter Braun     | Giacomo Agostini | Giacomo Agostini |                                    |
| 18 luglio Resoconto    | GP di Cecoslovacchia (Brno)              | Barry Sheene | Ángel Nieto       | János Drapál     | Jarno Saarinen   |                  | Siegfried Schauzu Wolfgang Kalauch |
| 24 luglio Resoconto    | GP di Svezia (Anderstorp)                | Ángel Nieto  | Barry Sheene      | Rodney Gould     | Giacomo Agostini | Giacomo Agostini |                                    |
| 31 luglio Resoconto    | GP di Finlandia (Imatra)                 |              | Barry Sheene      | Rodney Gould     | Giacomo Agostini | Giacomo Agostini | Horst Owesle Peter Rutterford      |
| 14 agosto Resoconto    | GP dell'Ulster (Dundrod)                 | Annullata    |                   | Ray McCullogh    | Peter Williams   | Jack Findlay     | Horst Owesle Peter Rutterford      |
| 12 settembre Resoconto | GP delle Nazioni (Monza)                 | Jan de Vries | Gilberto Parlotti | Gyula Marsovszky | Jarno Saarinen   | Alberto Pagani   |                                    |
| 26 settembre Resoconto | GP di Spagna (Jarama)                    | Jan de Vries | Ángel Nieto       | Jarno Saarinen   | Teuvo Länsivuori | Dave Simmonds    |                                    |

## Sistema di punteggio e legenda
| Pos.  | 1  | 2  | 3  | 4 | 5 | 6 | 7 | 8 | 9 | 10 | 11> |
| ----- | -- | -- | -- | - | - | - | - | - | - | -- | --- |
| Punti | 15 | 12 | 10 | 8 | 6 | 5 | 4 | 3 | 2 | 1  | 0   |

## Le classi

### Classe 500
La casa motociclistica giapponese Suzuki fa il suo esordio in questa categoria. Per la sesta volta consecutiva il titolo della classe regina fu ottenuto da Giacomo Agostini sulla MV Agusta; venne matematicamente assegnato già a metà stagione dato che il centauro italiano ottenne la vittoria nelle prime 8 prove disputate.
Le tre restanti gare del calendario che non prevedeva la 500 solo nel Gran Premio motociclistico di Cecoslovacchia, furono equamente divise tra Jack Findlay, Alberto Pagani e Dave Simmonds; curiosamente non conseguirono vittorie né il secondo né il terzo della classifica generale, Keith Turner e Rob Bron, entrambi su moto Suzuki.
Come già accaduto in altre occasioni in passato, curiosamente la prima gara in calendario, il Gran Premio motociclistico d'Austria vide solo 7 piloti al traguardo e non vennero assegnati tutti i punti a disposizione. Anche nel Gran Premio motociclistico della Germania Est non furono assegnati tutti i punti visto che i piloti al traguardo furono in questo caso 9. Va segnalata la morte del francese Christian Ravel durante il Gran Premio motociclistico del Belgio, mentre lottava per la seconda posizione con il connazionale Eric Offenstadt e con Jack Findlay.

Classifica piloti (prime 5 posizioni)
| Pos. | Pilota           | Moto      |   |     |   |     |     |   |    |     |   |     |     |   | P.ti     |
| ---- | ---------------- | --------- | - | --- | - | --- | --- | - | -- | --- | - | --- | --- | - | -------- |
| 1    | Giacomo Agostini | MV Agusta | 1 | 1   | 1 | 1   | 1   | 1 | NE | 1   | 1 |     | Rit |   | 90 (120) |
| 2    | Keith Turner     | Suzuki    | 2 | Rit | 7 | 4   | Rit | 2 | NE | 2   | 4 | Rit | 6   | 5 | 58 (67)  |
| 3    | Rob Bron         | Suzuki    |   | 2   |   | 2   | 4   | 8 | NE | Rit | 3 | 2   |     |   | 57       |
| 4    | Dave Simmonds    | Kawasaki  |   | Rit |   | 3   | Rit |   | NE | 6   | 2 |     | 3   | 1 | 52       |
| 5    | Jack Findlay     | Suzuki    | 4 | Rit |   | Rit | 3   |   | NE | 10  | 5 | 1   | 5   | 6 | 50 (51)  |
| Pos. | Pilota           | Moto      |   |     |   |     |     |   |    |     |   |     |     |   | P.ti     |

| Legenda                                                                        | 1º posto        | 2º posto        | 3º posto | A punti      | Senza punti        | Grassetto=Pole position Corsivo=Giro più veloce |
| Legenda                                                                        | Gara non valida | Non qualificato | Ritirato | Squalificato | "-" Dato non disp. | Grassetto=Pole position Corsivo=Giro più veloce |
| Fonte dei dati: motogp.com, racingmemo.free.fr, autosport.com, jumpingjack.nl. |                 |                 |          |              |                    |                                                 |

### Classe 350
Nel caso della seconda classe per ordine di grandezza fu la quarta vittoria consecutiva per Giacomo Agostini; in questo caso i suoi maggiori avversari furono piloti della Yamaha con il finlandese Jarno Saarinen in primis; Agostini ottenne 6 successi sulle 11 prove disputate (la categoria fu in questo caso assente nel Gran Premio motociclistico del Belgio) mentre 2 furono ottenute da Saarineen. Al terzo posto della classifica generale, ancor più nettamente staccato, giunse un altro pilota scandinavo, lo svedese Kurt-Ivan Carlsson, ancora su Yamaha.
Classifica piloti (prime 5 posizioni)
| Pos. | Pilota             | Moto      |   |   |     |   |    |   |     |   |   |     |     |   | P.ti |
| ---- | ------------------ | --------- | - | - | --- | - | -- | - | --- | - | - | --- | --- | - | ---- |
| 1    | Giacomo Agostini   | MV Agusta | 1 | 1 | Rit | 1 | NE | 1 | Rit | 1 | 1 |     | Rit |   | 90   |
| 2    | Jarno Saarinen     | Yamaha    | 6 | 5 |     | - | NE | - | 1   | 3 | 2 | Rit | 1   | - | 63   |
| 3    | Kurt-Ivan Carlsson | Yamaha    | 4 | - |     | 9 | NE | 6 | -   | 5 | - | -   | 5   | 2 | 39   |
| 4    | Theo Bult          | Yamsel    | - | 4 |     | 3 | NE | 4 | 3   | - | - | -   | -   | - | 36   |
| 5    | Paul Smart         | Yamaha    | - | 2 |     | - | NE | 2 | -   | 2 | - | -   | -   | - | 34   |
| Pos. | Pilota             | Moto      |   |   |     |   |    |   |     |   |   |     |     |   | P.ti |

| Legenda                                                                        | 1º posto        | 2º posto        | 3º posto | A punti      | Senza punti        | Grassetto=Pole position Corsivo=Giro più veloce |
| Legenda                                                                        | Gara non valida | Non qualificato | Ritirato | Squalificato | "-" Dato non disp. | Grassetto=Pole position Corsivo=Giro più veloce |
| Fonte dei dati: motogp.com, racingmemo.free.fr, autosport.com, jumpingjack.nl. |                 |                 |          |              |                    |                                                 |

### Classe 250
La quarto di litro vide una lotta tra piloti tutti equipaggiati con moto Yamaha che occuparono le prime 6 posizioni in classifica e ottennero 9 affermazioni su 12 nei singoli gran premi.
Al primo posto si piazzò Phil Read (al quinto titolo in carriera) precedendo il vincitore del titolo dell'anno precedente Rodney Gould e il vicecampione del mondo della 350 Jarno Saarinen.
Classifica piloti (prime 5 posizioni)
| Pos. | Pilota         | Moto   |     |   |   |     |     |   |   |   |    |     |   |     | P.ti    |
| ---- | -------------- | ------ | --- | - | - | --- | --- | - | - | - | -- | --- | - | --- | ------- |
| 1    | Phil Read      | Yamaha | Rit | 1 | 1 | 1   | Rit | 3 |   |   | 10 | Rit | 6 | 2   | 73      |
| 2    | Rodney Gould   | Yamaha | Rit | - | 4 | Rit | 6   | 2 | - | 1 | 1  | 6   | 4 | Rit | 68      |
| 3    | Jarno Saarinen | Yamaha | 8   | - |   | Rit | -   | 5 | 3 | 3 | 6  | 2   | 5 | 1   | 64 (67) |
| 4    | John Dodds     | Yamaha | -   | 3 |   | 7   | 2   | - | - | 7 | 2  | -   | 2 | 6   | 59      |
| 5    | Dieter Braun   | Yamaha | -   | - |   | 3   | 3   | 1 | - | - | 3  | 3   | 8 | -   | 58      |
| Pos. | Pilota         | Moto   |     |   |   |     |     |   |   |   |    |     |   |     | P.ti    |

| Legenda                                                                        | 1º posto        | 2º posto        | 3º posto | A punti      | Senza punti        | Grassetto=Pole position Corsivo=Giro più veloce |
| Legenda                                                                        | Gara non valida | Non qualificato | Ritirato | Squalificato | "-" Dato non disp. | Grassetto=Pole position Corsivo=Giro più veloce |
| Fonte dei dati: motogp.com, racingmemo.free.fr, autosport.com, jumpingjack.nl. |                 |                 |          |              |                    |                                                 |

### Classe 125
La 125 visse sul duello tra Ángel Nieto su Derbi e Barry Sheene su Suzuki; si risolse solo all'ultima prova con la vittoria del pilota spagnolo di fronte al suo pubblico di casa. Fu questo il terzo titolo iridato per il pilota, il primo in questa classe dopo i due ottenuti in classe 50 i due anni precedenti.
Al terzo posto, ripetendo il piazzamento del 1970 giunse Börje Jansson su Maico.
Le vittorie sulle 11 prove (in questo caso non si corse il Gran Premio motociclistico dell'Ulster) furono 5 per il pilota vincitore del titolo, 3 per Sheene e si iscrissero all'albo d'oro anche Dave Simmonds su Kawasaki, Chas Mortimer su Yamaha e Gilberto Parlotti su Morbidelli.

Classifica piloti (prime 5 posizioni)
| Pos. | Pilota        | Moto           |   |     |     |   |     |   |   |     |     |    |   |     | P.ti     |
| ---- | ------------- | -------------- | - | --- | --- | - | --- | - | - | --- | --- | -- | - | --- | -------- |
| 1    | Ángel Nieto   | Derbi          | 1 | Rit |     | 1 | Rit | 1 | 1 | Rit | Rit | NE | 2 | 1   | 87       |
| 2    | Barry Sheene  | Suzuki         | 3 | Rit | Rit | 2 | 1   | 2 | 3 | 1   | 1   | NE | 3 | 3   | 79 (109) |
| 3    | Börje Jansson | Maico          | - | -   | 2   | 3 | Rit | 3 | 2 | 2   | Rit | NE | 4 | Rit | 64       |
| 4    | Dieter Braun  | Maico          | 4 | -   |     | 4 | 3   | 4 | - | 4   | 2   | NE | - | Rit | 54       |
| 5    | Chas Mortimer | Yamaha e Maico | - | 7   | 1   | 5 | 5   | - | 7 | -   | 6   | NE | - | 2   | 48 (52)  |
| Pos. | Pilota        | Moto           |   |     |     |   |     |   |   |     |     |    |   |     | P.ti     |

| Legenda                                                                        | 1º posto        | 2º posto        | 3º posto | A punti      | Senza punti        | Grassetto=Pole position Corsivo=Giro più veloce |
| Legenda                                                                        | Gara non valida | Non qualificato | Ritirato | Squalificato | "-" Dato non disp. | Grassetto=Pole position Corsivo=Giro più veloce |
| Fonte dei dati: motogp.com, racingmemo.free.fr, autosport.com, jumpingjack.nl. |                 |                 |          |              |                    |                                                 |

### Classe 50

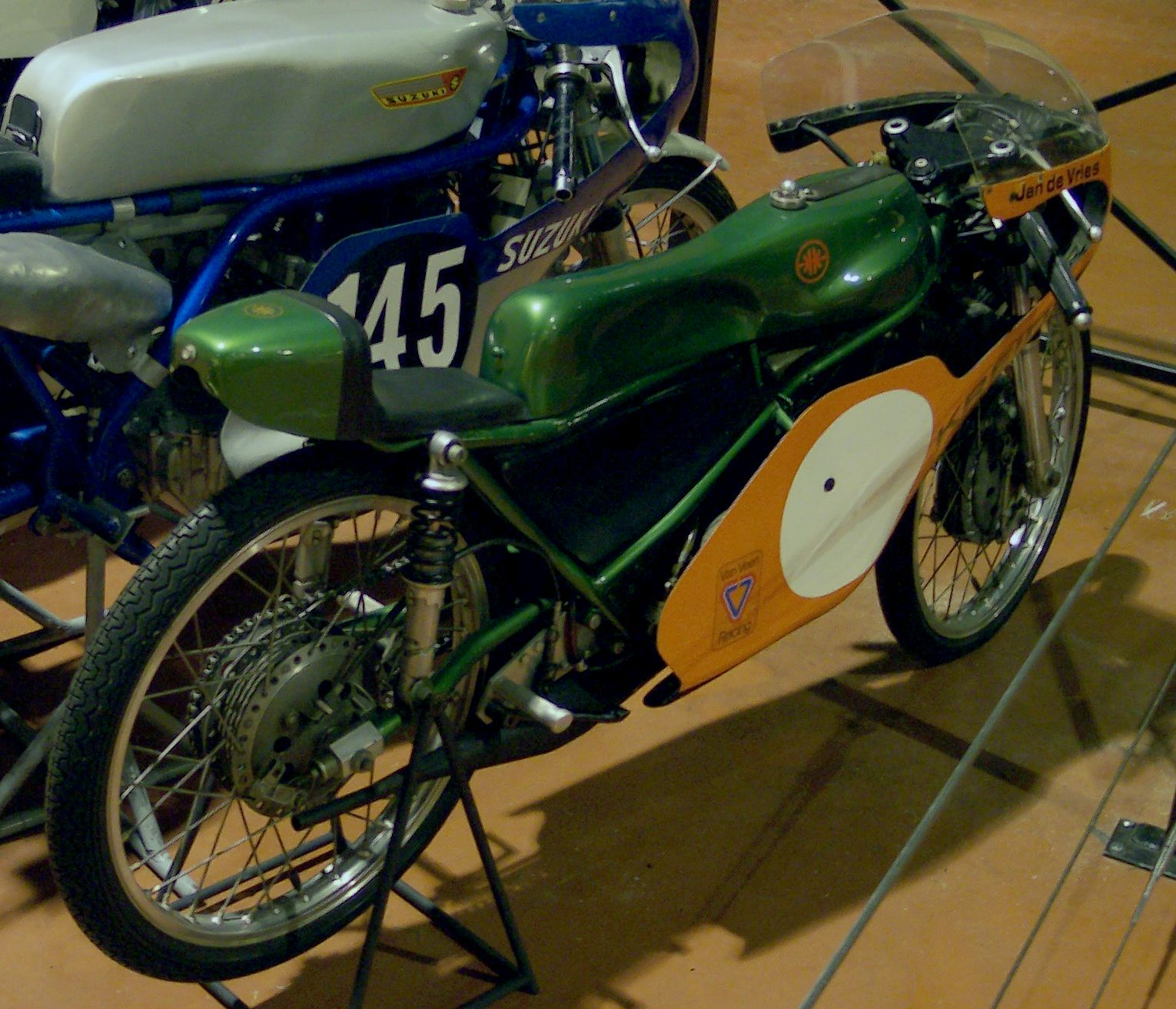
La Kreidler di Jan de Vries.

Dopo due titoli consecutivi, Ángel Nieto e la Derbi dovettero in questa stagione abdicare in favore della Kreidler di Jan De Vries. Come nella cilindrata superiore il duello si protrasse fino all'ultima prova; in questo caso Nieto si ritirò nel Gran Premio motociclistico di Spagna, lasciando campo libero al rivale che si aggiudicò sia la corsa che il titolo iridato.
Fino a quel momento la sfida era stata in bilico con il pilota olandese che aveva ottenuto 4 vittorie e l'avversario spagnolo 3 (l'unica vittoria sfuggita ai due contendenti fu quella di Barry Sheene al Gran Premio motociclistico di Cecoslovacchia).
La stagione era stata peraltro più breve rispetto a quella delle altre categorie; la 50 si disputò in sole 9 occasioni sui 12 gran premi.

Classifica piloti (prime 5 posizioni)
| Pos. | Pilota        | Moto     |     |   |    |     |   |   |   |   |    |    |   |     | P.ti    |
| ---- | ------------- | -------- | --- | - | -- | --- | - | - | - | - | -- | -- | - | --- | ------- |
| 1    | Jan de Vries  | Kreidler | 1   | 1 | NE | Rit | 1 | 2 | - | 3 | NE | NE | 1 | 1   | 75 (97) |
| 2    | Ángel Nieto   | Derbi    | 2   | 3 | NE | 1   | 3 | 1 | - | 1 | NE | NE | 2 | Rit | 69 (89) |
| 3    | Jos Schurgers | Kreidler | Rit | - | NE | 2   | 2 | 3 | - | - | NE | NE | 4 | -   | 42      |
| 4    | Herman Meijer | Jamathi  | -   | - | NE | -   | 6 | 4 | 2 | 5 | NE | NE | 7 | 3   | 41 (45) |
| 5    | Rudolf Kunz   | Kreidler | 3   | 2 | NE | -   | - | - | - | - | NE | NE | 5 | 4   | 36      |
| Pos. | Pilota        | Moto     |     |   |    |     |   |   |   |   |    |    |   |     | P.ti    |

| Legenda                                                                        | 1º posto        | 2º posto        | 3º posto | A punti      | Senza punti        | Grassetto=Pole position Corsivo=Giro più veloce |
| Legenda                                                                        | Gara non valida | Non qualificato | Ritirato | Squalificato | "-" Dato non disp. | Grassetto=Pole position Corsivo=Giro più veloce |
| Fonte dei dati: motogp.com, racingmemo.free.fr, autosport.com, jumpingjack.nl. |                 |                 |          |              |                    |                                                 |

### Classe sidecar
Essendosi ritirato dalle competizioni il detentore del titolo iridato, tra le motocarrozzette l'equipaggio composto da Horst Owesle e dai passeggeri Julius Kremer-Peter Rutterford, riuscì a spezzare nuovamente, dopo due anni, l'egemonia dei piloti equipaggiati con veicoli motorizzati BMW.
Classifica equipaggi (prime 5 posizioni)
| Pos. | Pilota                                              | Moto      |    |     |     |     |   |    |   |    |     |   |    |    | P.ti    |
| ---- | --------------------------------------------------- | --------- | -- | --- | --- | --- | - | -- | - | -- | --- | - | -- | -- | ------- |
| 1    | Horst Owesle/Julius Kremer-Peter Rutterford         | Münch-URS | 5  | Rit | Rit | 1   | 2 | NE | 2 | NE | 1   | 1 | NE | NE | 69 (75) |
| 2    | Siegfried Schauzu/Wolfgang Kalauch                  | BMW       | 11 | Rit | 1   | Rit | 1 | NE | 1 | NE | Rit | 2 | NE | NE | 57      |
| 3    | Arsenius Butscher/Josef Huber                       | BMW       | 1  | 2   | 3   | 2   | 6 | NE | 5 | NE | Rit | 4 | NE | NE | 57 (68) |
| 4    | Georg Auerbacher/Hermann Hahn                       | BMW       | 2  | 1   | 2   | Rit | 3 | NE | - | NE | -   | 5 | NE | NE | 55      |
| 5    | Luthringshauser /Hans-Jürgen Cusnik-Armgard Neumann | BMW       | -  | 4   | -   | 4   | 4 | NE | 3 | NE | Rit | 3 | NE | NE | 44      |
| Pos. | Pilota                                              | Moto      |    |     |     |     |   |    |   |    |     |   |    |    | P.ti    |

| Legenda                                                                        | 1º posto        | 2º posto        | 3º posto | A punti      | Senza punti        | Grassetto=Pole position Corsivo=Giro più veloce |
| Legenda                                                                        | Gara non valida | Non qualificato | Ritirato | Squalificato | "-" Dato non disp. | Grassetto=Pole position Corsivo=Giro più veloce |
| Fonte dei dati: motogp.com, racingmemo.free.fr, autosport.com, jumpingjack.nl. |                 |                 |          |              |                    |                                                 |